# Los Inhumanos
Los Inhumanos són un grup musical originari de València.
Començà a gestar-se a València cap als anys 80, arreu de la figura d'Alfonso Aguado amb certa vocació gamberra va acabar per erigir-se en una peculiar banda d'amics destinada a la diversió de tots els públics. Paladins de la música festiva, van encapçalar durant anys el hit-parade estiuenc amb les seves tornades. Entre les seues cançons més conegudes destaquen Qué difícil es hacer el amor en un Simca 1000, Me duele la cara de ser tan guapo i Manué. El 2006 van traure el que fins ara és l'últim treball, Quiero volver con mi mama.

## Discografia
- Verano Inhumano (1983).
- Los Inhumanos (1985).
- Las chicas no tienen pilila (1986).
- 30 hombres solos (1988).
- No problem (1990).
- El mágico poder curativo de la música de los Inhumanos (1991).
- Directum Tremens (àlbum doble en directe) (1992).
- 9 Canciones con mensaje y una con recao (1993).
- Si al amanecer no he vuelto... venir a recogerme (1994).
- Música festiva para gente sin complejos (1995).
- Música adhesiva (1996).
- Apaga y vámonos (1998).
- El Retorno del Jeti (1999).
- Cara Dura (recopilatori) (2001).
- Baila mulata (2002).
- Quiero ser famosillo (single no publicat) (2003).
- 25 años haciendo el imbécil (2004).
- Quiero volver con mi mamá (2006).
- Los hombres que amaban a todas las mujeres (disc+llibre+DVD en 3D recopilatori) (2010).
- Iba a tomar una caña y me lie (àlbum doble recopilatori) (2012).
- 35 años de fiesta, con la túnica puesta (recopilatori) (2014).